# Stathmopodidae
Die Stathmopodidae  sind eine Familie der Schmetterlinge, die von Edward Meyrick 1913 aufgestellt wurde. Dies geschah ohne Beschreibung, allerdings in Ableitung des gültigen Gattungsnamens Stathmopoda, sodass es gute Gründe gibt, die Autorschaft Meyricks aufgrund Artikel 12.2.4 (1999) des ICZN für die Familie anzuerkennen. In neuerer Literatur wird als Autor aber normalerweise Janse, 1917 genannt.

## Merkmale
Die Falter erreichen eine Flügelspannweite von 7 bis 15 Millimetern, bei tropischen Arten werden bis zu 30 Millimeter Flügelspannweite erreicht. Der Kopf ist glatt, die Stirn ist häufig mehr oder weniger bauschig. Die Fühler sind geringfügig kürzer als die Vorderflügel und bei den Männchen normalerweise lang bewimpert. Das basale Fühlerglied (Scapus) besitzt keinen Borstenkamm (Pecten). Die Augen sind ziemlich groß, Ocellen fehlen. Die Labialpalpen sind lang, zurückgebogen und mit dicht anliegenden Schuppen bedeckt. Das dritte Segment ist zugespitzt und ebenso lang wie das zweite. Die Vorderflügel sind lanzettlich-linealisch oder linealisch geformt und haben einen sehr spitzen Apex. Sie sind gelblich und mit schrägen braunen Binden gezeichnet. Auf dem Vorderflügel beginnen die Radialadern dicht gedrängt am Ende der Diskoidalzelle. Ader M1 ist mit R4 und R5 gestielt, M2 fehlt gelegentlich. Die Hinterflügel sind sehr schmal und mit sehr langen Fransenschuppen besetzt. Normalerweise sind alle Adern vertreten, die Medianader M3 und die Cubitaladern Cu1 und Cu2 sind jedoch sehr kurz. Tibien und Tarsen sind meist hell gefärbt und insbesondere auf der Oberseite dicht mit haarförmigen Schuppen bedeckt. An der Basis der Sporne und am Ende des ersten Tarsenglieds befinden sich Büschel aus langen Borsten. Die Abdominaltergite II bis VII tragen spezialisierte lanzettliche Schuppen (Dorne), welche tief insertiert und in mäßig breiten bis schmalen Bändern jeweils am hinteren Rand eines Tergits angeordnet sind.
Die Larven sind kurz, breit und spindelförmig. Sie sind nur mäßig aktiv und haben keine sekundären Borsten. Sie sind farblos und werden erst vor der Verpuppung dunkler.
Die Puppen sind schwach sklerotisiert, die vorderen Femora sind exponiert, die Labialpalpen sind verborgen. Die Abdominalsegmente IV bis VI sind normalerweise beweglich. Die Kremasterspitze ist höckerig und mit einer Gruppe kräftiger, gebogener Dornhäkchen versehen.
Die Kokons sind spindelförmig, doppelwandig und haben eine lange Ausgangsröhre.

## Verbreitung
Die Vertreter der Familie sind in der indo-australischen und der afrotropischen Faunenregion gut vertreten. In Südamerika und den gemäßigten Zonen der Holarktis sind nur wenige Arten beheimatet. In der Paläarktis kommen, hauptsächlich im äußersten Süden und Südosten, mehr als 20 Arten vor, in Europa sind es neun Arten.

## Biologie
Die Arten der Familie leben vorzugsweise in Waldgebieten. Im Süden findet man sie auch in offenen Landschaften mit isolierten stehenden Baumgruppen. Die Larven fressen an den Reproduktionsorganen von Pflanzen (einschließlich der Sporangien von Farnen) und fertigen in oder zwischen ihnen seidige Gespinste. In den Tropen leben einige Arten als Aasfresser oder Prädatoren in den Kolonien von Schildläusen. Einige Arten sind bedeutende Pflanzenschädlinge beim Anbau von Feigen, Kaki und Johannisbrotbäumen. Die Falter ruhen in auffälliger Art und Weise auf den Blättern ihrer Nahrungspflanzen, wobei die Hinterbeine seitwärts vom Körper weggesteckt werden. Die Falter kommen bereitwillig ans Licht.

## Systematik
Die Familie Stathmopodidae ist in Europa mit neun Arten in vier Gattungen vertreten:
- Gattung Cuprina  Sinev, 1988
  - Cuprina fuscella Sinev, 1988
- Gattung Neomariania  Mariani, 1943
  - Neomariania incertella (Rebel, 1940)
  - Neomariania oecophorella (Rebel, 1940)
  - Neomariania partinicensis (Rebel, 1937)
  - Neomariania rebeli (Walsingham, 1894)
  - Neomariania scriptella (Rebel, 1940)
- Gattung Stathmopoda  Herrich-Schäffer, 1853
  - Stathmopoda pedella (Linnaeus, 1761)
- Gattung Tortilia  Chretien, 1908
  - Tortilia flavella Chretien, 1908
  - Tortilia graeca Kasy, 1981